# Rigsarkivet, Viborg
Rigsarkivet, Viborg, indtil 1. oktober 2014 Landsarkivet for Nørrejylland er en af fem lokalafdelinger under Rigsarkivet (tidligere kaldet Statens Arkiver). Arkivet er beliggende på Ll. Sct. Hans Gade i Viborg.

## Historik
Landsarkivet for Nørrejylland (oprindeligt Landsarkivet for Jylland) blev oprettet efter vedtagelsen af den første arkivlov i 1889. Det var i loven fastlagt, at et af arkiverne skulle ligge i Jylland. Rigsdagsmedlemmer fra Aarhus, Vejle, Randers og Viborg forsøgte at få det nye arkiv placeret i netop deres hjemby. Efter langvarige diskussioner i Rigsdagen blev Viborg valgt. Viborg Kommune skænkede byggegrunden og staten bekostede det 150.620 kr dyre byggeri af en ny arkivbygning.
Der ud over blev der oprettet to andre landsarkiver i provinsen: i Odense og København. Alle tre landsarkiver var underafdelinger under Rigsarkivet. Landsarkivet i Aabenraa kom til i 1931.
Fra 2016 har arkivet omfattet det tidligere Erhvervsarkiv, som indtil 2015 var beliggende i Aarhus.

## Arkivets bygninger
Arkivbygningen som i dag betegnes "Gamle Magasin", blev tegnet af den senere kongelige bygningsinspektør Hack Kampmann og opført i årene 1890-91. Bygningen var 52 meter lang, 17 meter bred og havde via en forbindelsesgang adgang til en arkivarbolig. Den blev opført i røde mursten med bånd af kridtsten. Sokkelen er af granit og tegl. I bygningens vinduesblændinger er de jyske byers våbener anbragte. De er udført i brændt ler og farvelagte. På kridtstensbåndene i gesimsen ses jyske herredsvåben. I dag rummer "Gamle Magasin" bl.a. læsesal og foredragssal.
Behovet for mere plads gjorde, at man i 1964 opførte "Nye Magasin". Det var en moderne arkivbygning opført i jernbeton i syv etager, heraf to under jorden. Arkitekten var Leopold Teschl.
Behovet for yderligere hyldeplads gjorde, at man 1993 afkøbte militæret det såkaldte "Eksercerhuset", der ligger umiddelbart nord for Gamle og Nye Magasin. Bygningen, som er fra 1872, er tegnet af arkitekt Julius Tholle. Efter restaurering og ombygning indeholder Eksercerhuset magasinplads til 7 km arkivalier.

## Samlinger
Rigsarkivet i Viborg opbevarer arkivalier, dokumenter, protokoller og kort fra den lokale administration i Nørrejylland, dvs. området fra Skagen i nord til Kongeåen samt Ribe- området i syd. Landsarkivet er i besiddelse af oplysninger om hvert enkelt menneske, der har levet i Nørrejylland inden for de sidste 200-300 år.